# Битва при Сент-Омере
Битва при Сент-Омере — крупное сражение, состоявшееся между англо-фламандскими и французскими войсками 26 июля 1340 года близ городка Сент-Омер во время Столетней войны. Сражение было продолжением кампании, начало которой положило победоносное для англичан морское сражение при Слейсе. С тактической точки зрения исход боя неясен, однако в стратегическом отношении англо-фламандские войска потерпели поражение и вынуждены были отступить. Будучи неудачным для англо-фламандских войск, сражение не принесло никаких существенных результатов.

## Предыстория
Фландрия, лишь формально входившая в состав Франции, к 1340 году была одним из самых ненадёжных регионов королевства, где постоянно вспыхивали бунты и войны, направленные против французского владычества. Пламя освободительной войны с новой силой вспыхнуло в 1339 году, когда в результате кровавого переворота был свержен французский правитель граф Людовик I, а власть в стране захватил Якоб ван Артевельде. Английский король Эдуард III, активно искавший союзников для борьбы с французами, заключил союз с Артевельде, обещав фламандскому правительству значительную денежную помощь. Помимо всего прочего, важнейшим пунктом договора были поставки фламандским купцам шерсти, жизненно необходимой Фландрии для развития суконной промышленности. В ответ фламандцы поддерживали англичан, что открывало перед английским королём возможность использовать Фландрию как опорный пункт для наступления на Францию.
Как бы то ни было, Артевельде отнюдь не планировал жертвовать англичанам значительные средства на войну с французами, кроме того, его власть не распространялась на многие полуавтономные фламандские города. Английский король не учитывал этих настроений, поэтому был неприятно удивлён, когда обнаружил, что вместо запланированных 15 тысяч фламандских воинов к его прибытию в 1340 году фламандцы собрали лишь горсть солдат. Разгромив в морском сражении при Слейсе французский флот, Эдуард III планировал использовать победу для закрепления своей власти в регионе. По его приказу Роберт III д’Артуа, давний претендент на титул графа Артуа, должен был возглавить соединённое англо-фламандское войско в рейде, целью которого, помимо банального грабежа и устрашения населения, было также взятие небольшого укреплённого городка Сент-Омер. Тем временем Эдуард III планировал остаться во Фландрии для сбора войск, чтобы затем напасть и осадить приграничную французскую крепость Турне. Французы, прекрасно осведомлённые об активности противника, начали работы по укреплению пограничных замков и сбору войск для противодействия англо-фламандским войскам. К июлю король Филипп VI имел под своими знамёнами уже 25 тысяч человек, многие из которых были посланы для обороны пограничных городов, в частности, Сент-Омера и Турне.

## Кампания Роберта III
Попытки Роберта д’Артуа скрыть от противника передвижения своих войск успеха не имели, и французы направили значительные силы и средства на укрепление Сент-Омера. Под знамёнами Роберта находились значительные силы, однако большинство его воинов составляли плохо вооружённые фламандские крестьяне и горожане. Войска Роберта тем временем приближались к городу, сжигая и уничтожая всё на своём пути. Для противодействия угрозе король Филипп VI послал в Сент-Омер тысячу воинов под командованием Эда IV Бургундского, к которому затем присоединился крупный отряд Жана д’Арманьяка. Вступив в город, французы быстро эвакуировали гражданское население, укрепили стены и разрушили пригороды. Роберт д’Артуа тщетно рассчитывал на лояльность горожан: в городе не оказалось никого, кто бы согласился добровольно признать власть английского короля и открыть ворота англичанам. Забыв о всякой предосторожности, англо-фламандские войска продолжали наступление на город, а 25 июля полностью разрушили соседний городок Арк. Тем временем по пятам Роберта двигалась большая французская армия Филиппа VI. Подойдя к городу, Роберт 26 июля выстроил свои войска в боевой порядок, надеясь выманить французов принять открытый бой. В центре английского построения располагались наиболее надёжные войска: знаменитые стрелки из длинных луков и фламандские пехотинцы из Брюгге и Ипра. На левом фланге стояли фламандцы из Ипра, Фюрна и Берга, на правом — пехота из Брюгге. Позиции союзной армии были укреплены рвами и частоколами. Бургундцы и арманьяки, извещённые о приближении короля, не начинали боя.

## Битва
Французские планы по окружению противника были сорваны спесью некоторых французских рыцарей, покинувших замок вопреки приказам командиров и ударивших по левому флангу англо-фламандского войска. Атака была отбита, однако в свою очередь ипрские пехотинцы, потеряв осторожность, бросились беспорядочно преследовать бегущего противника. Заметив это, французы развернулись и неожиданно контратаковали преследователей. Завязалась ожесточённая схватка, длившаяся до полудня. С высоты городских стен французские командующие смогли разглядеть бреши в построении англо-фламандской армии, чем незамедлительно воспользовались. Эд Бургундский и Жан д’Арманьяк выступили из города, ведя за собой отряды по 400 отборных рыцарей. С этими силами они атаковали фланги английского войска. Граф Арманьяк, обрушившись на ослабленный левый фланг союзников, обратил противника в бегство и, ворвавшись в лагерь противника, стремительной атакой рассеял недисциплинированный отряд вражеского резерва. Дальнейшее продвижение французов было невозможным, так как солдаты принялись грабить вражеский лагерь.
На правом фланге события развивались для англичан и их союзников более благоприятным образом: атака бургундского герцога была встречена градом стрел и дружным отпором пехотинцев. Англичане и брюггские союзники, не знавшие о резне, учинённой французами на правом фланге, решительно бросились в атаку, окружив и частично уничтожив нападавших. Разбитые французы были вытеснены к городу. Сражение перекинулось на улицы и кварталы неразорённого пригорода. Благодаря стрельбе лучников с городских стен и помощи солдат гарнизона герцог с оставшимися людьми смог проникнуть в город, который тут же захлопнул ворота перед англичанами. С наступлением ночи Роберт д’Артуа со своими людьми, возвращаясь обратно, столкнулись с воинами Арманьяка. Стычка в темноте, вылившаяся в ряд беспорядочных схваток и поединков, не имела, однако, никаких последствий. Только с наступлением утра англичане с тревогой осознали, что большая часть их войск была рассеяна и истреблена французами. Роберт, не добившись поставленных целей, вынужден был отступить, опасаясь встречи с превосходящими силами французского короля. На поле боя осталось лежать 8000 союзников, однако отборные английские войска покинули поле боя практически без потерь. Такие огромные потери были следствием недостаточной боевой подготовки фламандских ополченцев.

## Итоги
Битва не имела серьёзных последствий, так как стратегический фон остался неизменным, и стороны сохраняли прежние позиции. Тем не менее, боевой дух фламандских воинов в составе армии короля Эдуарда резко упал, что незамедлительно спровоцировало множество проблем и неприятностей, ослабивших союзное англо-фламандское войско. Кроме того, огромные потери среди фламандских ополченцев означали гибель большей части мужского населения Южной Фландрии, которая осталась незащищённой перед лицом многочисленных опустошительных французских набегов и рейдов. Поэтому города, население которых наиболее сильно пострадало от битвы (Брюгге, Ипр и частично — Гент), незамедлительно заключили мирные договоры с французским королём, тем самым подорвав власть англичан в регионе. Вскоре, однако, король Эдуард III восстановил английскую власть в этих городах.